# Unité urbaine d'Issoire
L'unité urbaine d'Issoire est une unité urbaine française qui fait partie du département du Puy-de-Dôme et de la région Auvergne-Rhône-Alpes.

## Données générales
En 2010, selon l'Insee, l'unité urbaine d'Issoire est composée de deux communes, toutes les deux situées dans le département du Puy-de-Dôme, plus précisément dans l'arrondissement d'Issoire.
Dans le nouveau zonage de 2020, elle est composée des deux mêmes communes.
En 2022, avec 15 990 habitants, elle représente la 3e unité urbaine du département du Puy-de-Dôme, devancée par les agglomérations urbaines de Clermont-Ferrand, (1er rang départemental et préfecture du département) et de Riom, (2e rang départemental, sous-préfecture) et elle occupe le 47e rang dans la région Auvergne-Rhône-Alpes.
En 2021, sa densité de population s'élève à 610 hab/km2. Par sa superficie, elle représente 0,33 % du territoire départemental et, par sa population, elle regroupe 2,4 % de la population du département du Puy-de-Dôme.

## Composition selon la délimitation de 2020
L'unité urbaine d'Issoire est composée des deux communes suivantes : 
| Nom                    | Code Insee | Département | Statut       | Superficie (km2) | Population (dernière pop. légale) | Densité (hab./km2) | Modifier                                    |
| ---------------------- | ---------- | ----------- | ------------ | ---------------- | --------------------------------- | ------------------ | ------------------------------------------- |
| Issoire (ville-centre) | 63178      | Puy-de-Dôme | ville-centre | 19,69            | 15 078 (2022)                     | 766                | modifier les données · modifier les données |
| Perrier                | 63275      | Puy-de-Dôme | banlieue     | 6,37             | 912 (2022)                        | 143                | modifier les données · modifier les données |

## Évolution démographique
L'évolution démographique ci-dessous concerne l'unité urbaine selon le périmètre défini en 2020.
| 1968   | 1975   | 1982   | 1990   | 1999   | 2010   | 2015   | 2021   |
| ------ | ------ | ------ | ------ | ------ | ------ | ------ | ------ |
| 12 571 | 14 412 | 14 441 | 14 286 | 14 548 | 14 841 | 15 450 | 15 915 |

## Pour approfondir